# B2E
B2E (ang. Business-to-Employee) – witryny firmowe, które są dostępne dla wszystkich pracowników danego przedsiębiorstwa. Do ich zadań należy usprawnienie pracy działów personalnych – dostarczanie informacji pracownikom (często oddalonym od centrali o setki, a nawet tysiące kilometrów). Mają na celu zapewnienie kanału komunikacyjnego, za pomocą którego mogą oni kontaktować się z firmą. Kontakty firmy z pracownikami odbywające się przeważnie za pośrednictwem intranetu lub za pośrednictwem ekstranetu.
Biznes – pracownik (B2E) – to model, w którym firma wykorzystuje elektroniczne środki przekazu (Internet, intranet, rozwiązania mobilne itp.) do komunikacji z pracownikami, ułatwienia lub umożliwienia im realizacji zadań, usprawnienie pracy działów personalnych – dostarczanie informacji pracownikom (często oddalonym od centrali o tysiące kilometrów) oraz zapewnienie kanału komunikacyjnego, za pomocą którego mogą oni kontaktować się z firmą w ważnych dla siebie sprawach. Witryny te są dostępne dla każdego zatrudnionego w przedsiębiorstwie. Takie portale zawierają informacje o zasadach przyjęcia, wynagrodzeniu, szkoleniach itp. oraz użyteczne materiały takie jak: badania, analizy, statystyki. Pracownik ma dostęp do własnych danych personalnych oraz możliwość ich edycji po zalogowaniu. Systemy B2E bardziej rozwinięte dążą do integracji systemów informatycznych firmy z systemami obsługi pracowników oraz kandydatów do pracy. Pozwala to na uproszczenie procesów administracyjnych, co powoduje odciążenie działów personalnych i ułatwia zarządzanie zasobami ludzkimi.
Przykładem modelu B2E może być praca zdalna (telepraca), gdzie pracownik wyposażony w komputer i łącze internetowe wykonuje swoje obowiązki z dala od siedziby firmy, a komunikacja i przesyłanie wyników pracy odbywa się w sposób elektroniczny. Inny przykład użycie wewnętrznej sieci przedsiębiorstwa do komunikacji wewnątrz firmy, między działami i stanowiskami. Wyżej wymienione formy elektronicznego biznesu opisują relacje przedsiębiorstwa z innymi uczestnikami rynku. E-biznes ma jednak szersze znaczenie, obejmujące także procesy zachodzące wewnątrz przedsiębiorstwa.